# Tetraloniella cacuminis
Tetraloniella cacuminis är en biart som beskrevs av Laberge 2001. Tetraloniella cacuminis ingår i släktet Tetraloniella och familjen långtungebin. Inga underarter finns listade i Catalogue of Life.